# Witold Tarczyński
 Witold Tarczyński (ur. 1946 w Łodzi) – naukowiec pracujący w dyscyplinie nauk technicznych o specjalności aparaty elektryczne. Jego obszarem zainteresowań jest elektrodynamika aparatów elektrycznych, zastosowania komputerów w projektowaniu i badaniu aparatów elektrycznych oraz zastosowania ultraszybkich kamer filmowych do badania łuku łączeniowego.
W Politechnice Łódzkiej pracuje od 1969 roku na kolejnych stanowiskach asystenta, starszego asystenta, adiunkta, profesora nadzwyczajnego. W latach 1992–2007 pełnił funkcję zastępcy dyrektora Instytutu Aparatów Elektrycznych, a w latach 2002-2006 – funkcję p.o. dyrektora tego Instytutu. Zatrudniony też był w Ośrodku Badawczo-Rozwojowym Aparatury Manewrowej Niskiego Napięcia OBR ORAM w latach 1991-2007. Pełnił tam funkcje m.in. przewodniczącego Rady Naukowej OBR ORAM (2003-2007) oraz redaktora naczelnego biuletynu Prace Naukowo-Badawcze OBR ORAM (2003-2007).
Od 1999 jest członkiem Sekcji Wielkich Mocy i Wysokich Napięć Komitetu Elektrotechniki Polskiej Akademii Nauk.
Jest autorem 2 monografii i współautorem skryptu oraz 80 artykułów i ponad 100 opracowań dla przemysłu. Odbył liczne staże zagraniczne, wykłady, szkolenia i konferencje międzynarodowe. Jako uczestnik grantów europejskich brał udział w modernizacji studiów, mającej zapewnić jakość nauczania zgodną ze standardami Unii Europejskiej. Jest autorem, organizatorem i współrealizatorem unikalnych w skali kraju i zagranicy studiów, które w całości były sponsorowane przez przemysł.
Najważniejsze odznaczenia jakie otrzymał prof. Witold Tarczyński:
- Krzyż Kawalerski Orderu Odrodzenia Polski
- Złoty Krzyż Zasługi
- Medal Komisji Edukacji Narodowej